# Júlia
A Júlia A Júlia név a Latin eredetű Julianus névből alakult, jelen alakjában a Gyula és a  Júliusz férfinevek női párja. Jelentése: Ragyogó, Júliusz nemzetséghez tartozó.

## Rokon nevek
- Julietta:[1] a Júlia francia és olasz kicsinyítőképzős, magyaros ejtésű alakja.[2]
- Julilla:[1] A Júlia latin kicsinyítőképzős formája.[2]
- Julitta:[1] a Júlia önállósult beceneve.[2]
- Zsüliett:[1] a Júlia francia eredetű, kicsinyítőképzős alakja.[5]

Juliána, Julianna, Julinka, Juliska, Lili, Lia, Lilla

## Gyakorisága
Az 1990-es években a Júlia ritka, a Julietta igen ritka, a Julilla, Julitta és Zsüliett szórványos név, a 2000-es évek elején a Júlia az 50-81. leggyakoribb női név, a többi nem szerepel a 100 leggyakoribb női név között.

## Névnapok
Júlia, Julilla:
- április 8.[2]
- május 22.[2]
- július 21.[2]

Julietta, Julitta:
- július 30.[2]

Zsüliett:
- április 8.[2]
- május 22.[2]
- július 21.[2]
- július 30.[2]

## Híres Júliák, Julillák, Julietták, Julitták és Zsüliettek
- Básti Juli színésznő
- Bereczky Júlia színésznő
- Billiart Szent Júlia
- Czegléd Júlia keramikus iparművész
- Csiki Júlia táncművész
- Déry Júlia írónő
- Ferenczy Júlia festőművész
- Hamari Júlia opera-énekesnő
- Julie Andrews színésznő
- Julie Coin francia teniszezőnő
- Julie Christie színésznő
- Julie Ditty amerikai teniszezőnő
- Julie Garwood amerikai romantikus írónő
- Julie Gonzalo argentin teniszező
- Julia Görges német teniszező
- Juliette Binoche francia színésznő
- Juliette Gréco francia énekesnő
- Julie Halard-Decugis francia teniszező
- Julie McNiven amerikai színésznő
- Julija Olegovna Volkova énekesnő, a T.A.T.u egyik tagja
- Julia Roberts amerikai filmszínésznő
- Julia Stiles amerikai színésznő
- Julija Vakulenko ukrán születésű spanyol teniszező
- Julija Volodimirivna Timosenko ukrán politikusnő
- Julie Walters angol színésznő
- Király Júlia közgazdász
- Kudlik Júlia bemondónő, műsorvezető
- Orosz Júlia opera-énekesnő
- Osváth Júlia opera-énekesnő
- Sebestyén Júlia műkorcsolyázó
- Szendrey Júlia költő, Petőfi Sándor felesége
- Várady Júlia énekesnő
- Szász Júlia színésznő
- Demeter Júlia színésznő
- Júlia Babo portugál énekesnő